# アメリカ合衆国国務省南・中央アジア局

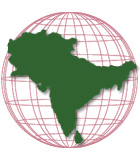
南・中央アジア局

アメリカ合衆国国務省において、南・中央アジア局（みなみ・ちゅうおうあじあきょく、Bureau of South and Central Asian Affairs、SCA）は、南アジアおよび中央アジア地域に関する政治的問題に対処し、これらの地域の国々と合衆国との間の外交関係および外交政策を扱う行政機関である。国務次官（政治担当）の管轄下にあり、国務次官補（南・中央アジア担当）が監督責任を負う。

## 歴史
南・中央アジア局は1992年8月24日に南アジア局 (Bureau of South Asian Affairs) として創設された。その後2006年2月に中央アジア室 (Office of Central Asian Affairs) を吸収し、南・中央アジア局と改称された。
南・中央アジア局が担当する国と地域は、次の通りである：
- アフガニスタン
- インド
- ウズベキスタン
- カザフスタン
- キルギス
- スリランカ
- タジキスタン

- トルクメニスタン
- ネパール
- パキスタン
- バングラデシュ
- ブータン
- モルディブ

（五十音順）